# Карбонія-Іглезіас (провінція)
Провінція Карбонія-Іглезіас (італ. Provincia di Carbonia-Iglesias) — провінція в Італії, у регіоні Сардинія. 
Площа провінції — 1 495 км², населення — 129 162 осіб.
Адміністративні центри провінції — міста Карбонія та Іглезіас.

## Географія

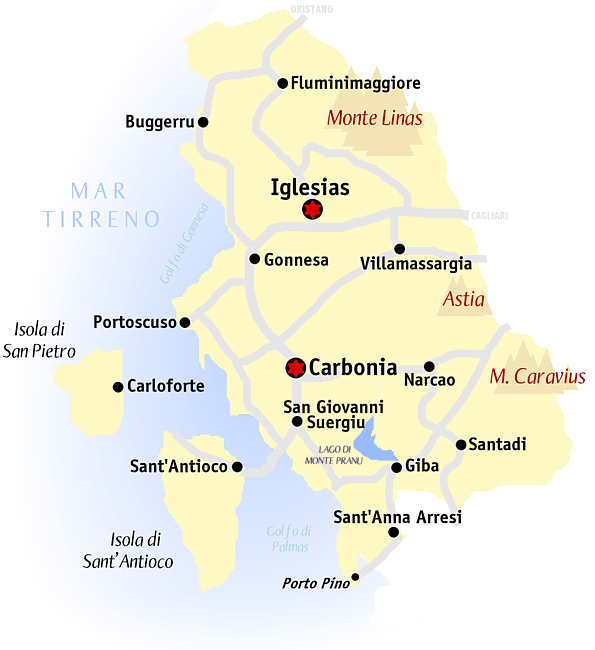
Мапа провінції

Межує з провінцією Кальярі на сході, провінцією Медіо-Кампідано на півночі.